# Jurata (imię)
Jurata – imię żeńskie, pochodzenia litewskiego (lit Jūra- morze, Jūratē - syrena).
Jurata imieniny obchodzi 12 kwietnia.